# Пакіно
Пакіно (італ. Pachino, сиц. Pachinu) — муніципалітет в Італії, у регіоні Сицилія,  провінція Сиракуза.
Пакіно розташоване на відстані близько 620 км на південь від Рима, 220 км на південний схід від Палермо, 45 км на південь від Сиракузи.
Населення — 22 198 осіб (2014).

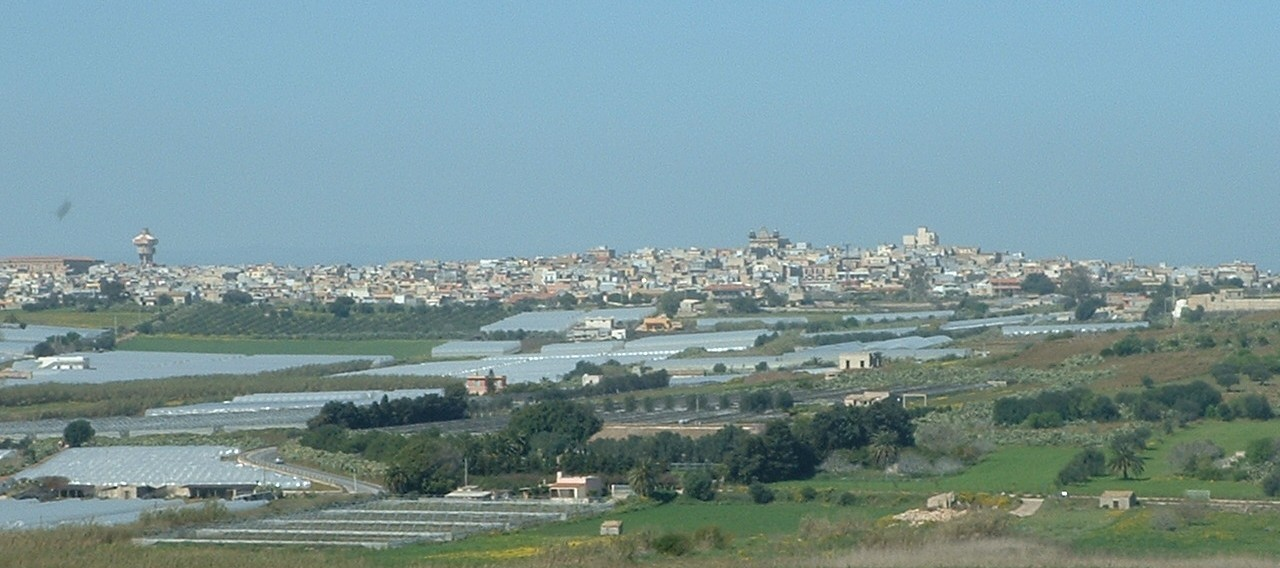

Щорічний фестиваль відбувається 15 серпня. Покровитель — Богородиця Небовзята.

## Демографія
Населення за роками:

Станом на 1 січня 2023 року в муніципалітеті офіційно проживало 1770 іноземців з 52 країн, серед них 297 громадян країн Євросоюзу та 8 громадян України.

## Сусідні муніципалітети
- Іспіка
- Ното
- Портопало-ді-Капо-Пассеро